# IARP
International Aging Research Portfolio (IARP) — англомовна неприбуткова, вільно доступна система управління знаннями, яка поєднує інформацію про гранти, публікації, конференції з природничих, суспільних та поведінкових наук.
Окрім розширеного пошуку та інструментів для візуального аналізу трендів, система включає каталог дослідницьких проектів, розбитий по категоріях, що відносяться до дослідження старіння. Система використовує автоматизовані алгоритми класифікації з елементами машинного навчання для розподілу дослідницьких проектів по відповідним категоріям. Каталог перевіряється багатьма редакторами-експертами у своїх категоріях та членами науково-консультаційної ради. Головою науково-консультаційної ради є Чарльз Кантор.

## Огляд
Дослідження старіння — міждисциплінарна галузь науки, що охоплює багато областей природничих, соціальних та поведінкових наук, а дослідницькі дані сильно розпорошені. Популярні ресурси, на зразок PubMed Central або Google Scholar, надають доступ до старих та актуальних наукових анотацій та повнотекстових публікацій. Однак існує мало ресурсів, що поєднують міжнародні бази даних, наукові публікації, анотації до наукових грантів та бази даних клінічних досліджень.
Анотації до грантів зазвичай публікуються фінансуючими організаціями та передують публікаціям у рецензованій літературі. Деякі з експериментів, описаних в анотаціях до грантів виявляються невдалими або не призводять до рецензованих публікацій. Для уникнення дублювання та заохочення наукового співробітництва важливо мати доступ до усієї доступної у світі грантової інформації аби відстежувати інформацію про подібні проекти.
База даних IARP поєднує інформацію про дослідницькі гранти, рецензовані публікації та видані заявки на патенти з багатьох джерел. База даних застосовує гнучкі механізми класифікації проектів та інструменти для аналізу взаємозв'язків проектів та трендів. Система дозволяє вченим проводити пошук по централізованій базі даних, класифікувати та категоризувати геронтологічні проекти та аналізувати аспекти фінансування по багатьом дисциплінам досліджень. IARP розроблена для вдосконалення розміщення та пріоритезації обмеженого фінансування проектів, зменшення дублювання проектів та підвищення рівня наукового співробітництва, таким чином збільшуючи поступ науки та медицини у галузі знань, яка швидко розвивається.
Система IARP збирає дані по грантам з багатьох джерел, включаючи Національний інститут охорони здоров'я США, Європейську Комісію, Канадські інститути досліджень у галузі охорони здоров'я, Національну наукову фундацію США, Національну раду досліджень у галузі охорони здоров'я та медицини Австралії та публікацію анотацій за ліцензією бази даних MEDLINE. Результати даних пошуку можуть бути представлені у вигляді графіків та діаграм для аналізу трендів. Однією з головних особливостей системи IARP є автоматична та ручна класифікація проектів досліджень у структурований каталог. Науково-консультаційна рада IARP та редактори-добровольці, експерти у своїх категоріях, класифікують проекти з бази даних до відповідних категорій. Ці вручну класифіковані проекти стають вибірками для навчання автоматизованих алгоритмів класифікації з елементами машинного навчання. Система IARP є модульною та портативною і може бути використана як платформа для побудови інших систем управління знаннями у галузі вивчення старіння.

## Зміст
IARP надає грантову інформацію від Національних інститутів охорони здоров'я США, Європейської комісії, Національної наукової фундації США, дослідницьких рад Канади та Австралії та багатьох інших джерел. Вона також вміщує анотації до статей MEDLINE за ліцензією Національної медичної бібліотеки США. Команда добровольців з розвитку IARP працює безпосередньо з видавництвами та регулярно оновлює базу даних автоматично або вводячи інформацію, надану на фізичних носіях.

## Характеристики

### Простий пошук
Простий пошук по IARP може бути здійсненим введенням ключових аспектів предмету у вікно пошуку. IARP перекладає цей первинний пошуковий запит та автоматично додає поля імен, булеві операції та значно поліпшує пошуковий запит, зокрема, поєднуючи (з використання оператору ЧИ) слова тексту.
```
   'Programmed Theory Aging'
```

перекладається як
```
   ("Programmed" ЧИ "Theory" ЧИ "Aging")
```

### Розширений пошук
Розширений пошук надає користувачам можливість обмежувати критерії пошуку по даті створення, галузі дослідження чи механізму фінансування. Окрім опису, кожен дослідницький проект містить інформацію про фінансуючу організацію, приймаючу організацію та головного дослідника. Він також поєднує проект з іншими подібними проектами та механізмами фінансування.
Для ефективного використання можливостей розширеного пошуку, користувач має володіти певними знаннями у галузі дослідження та використовувати відповідні та точні ключові слова та обмеження. Форма дозволяє користувачам вказувати кілька значень для точного пошуку даних.
[Ключові слова]. Користувачі можуть використовувати булеві операції та маскування для пошуку інформації в описі проекту та назвах полів.
Приклади пошукових запитів:
```
   'nerv*'
   'stem AND cell NOT embryonic'
   'accumulation amyloid alzheimers'
```

[Області дослідження]. Користувачі можуть обмежувати пошук, обираючи бажані області досліджень з дерева категорій.
[Теорії старіння]. Користувачі можуть обрати декілька значень зі списку теорій старіння. Крім того, користувачі можуть обмежити пошук по: фінансовому року, номеру проекту, головному досліднику, датам початку та кінця проекту, приймаючій та фінансуючій організації, типу фінансування.

### Тренди та інструменти
Вебсайт надає набір інструментів для візуалізації даних проекту у вигляді діаграм, графіків та порівняльних таблиць. Інтерфейс дозволяє користувачам створювати двовимірні графіки та порівнювати фінансування досліджень за роком, інституції, університетом, головним дослідником, регіоном та категорією.

### Зведена статистика
Зведена статистика надає комплексний аналіз даних, що зберігаються в системі. Вона в деталях відображає поточний стан проектів та публікацій: загальна кількість, кількість класифікованих/класифікованих вручну, класифікованих як геронтологічні, некласифікованих. Відображає топ 50 активних, завершених проектів за сумою фінансування, провідних країн, штатів США, дослідників, фінансуючих та приймаючих організацій, також за сумою фінансування.

### Інші інструменти
Система також включає в себе такі інструменти, як "Пошук грантодавців", "Хто є хто", "фінансуючі організації", "Події біотехнології" та "Інтернет-конференції", які знаходяться на різних стадіях розробки. Метою цих інструментів є надання дослідницькому співтовариству можливості визначати організації, які фінансують подібні наукові проекти, визначити можливих співробітників та пошуку вебконференцій, які відносяться до їх наукових інтересів.

## Класифікація даних

### Автоматична класифікація проектів
Автоматична класифікація використовується для визначення проектів, що відносяться до дослідження старіння, в межах великих наборів даних та для класифікації проектів до відповідних семантичних груп. Система використовує два алгоритми класифікації з елементами машинного навчання: метод опорних векторів (SVM) та циклічний нейронно-мережевий аналіз логічних множників (BFA).

### Ручна класифікація проектів
Оскільки сучасні алгоритми автоматичної класифікації є обмеженими та вимагають від кожної категорії наявності доволі великої вибірки для навчання, система значною мірою покладається на ручну класифікацію редакторами-експертами у своїх категоріях. Адміністративний інтерфейс редакторів категорій дає можливість членам науково-консультаційної ради, директорам інститутів та начальникам лабораторій курувати категорії вищого рівня та делегувати управління категоріями нижчого рівня студентам старших курсів.

### Пошук подібних грантів та публікацій
IARP має можливість автоматично визначати подібні та аналогічні проекти у базі даних, використовуючи алгоритмічний аналіз анотацій до проектів, патентів та публікацій. Цей тип розширеного аналізу допомагає уникнути дублювання проектів та перехресного фінансування аналогічних програм, а також показує пробіли у дослідженнях для потенційного фінансування.

## Інші ресурси, які використовують базу даних IARP
Проект FundingTrends [Архівовано 3 лютого 2014 у Wayback Machine.] виконує простий пошук за ключовими словами серед мільйонів біомедичних проектів, які підтримуються основними фінансуючими організаціями світу. Також він показує суму фінансування проектів, що містять ключові слова, на кожен рік.
Проект Aging.CC [Архівовано 13 лютого 2022 у Wayback Machine.] також використовує базу даних IARP для простого пошуку біомедичних проектів.